# Криптон (планета)
Криптон — вымышленная планета, которая появляется в комиксах, опубликованных DC Comics, и является родной планетой Супермена. Придумана Джерри Сигелом и Джо Шустером и впервые упомянута в Action Comics # 1 (июнь 1938). Планета получила своё первое полноценное появление в Супермен № 1 (лето 1939). Согласно комиксу, Криптон был уничтожен сразу после вылета Супермена с планеты. Криптонцы были доминирующей расой на планете. Криптонцы живут на планете Земля и их очень много. На Криптоне они не обладают теми же силами, что и на Земле, так как солнце Криптона красное (оно не позволяет впитывать свою силу, в отличие от солнца Земли и других планет, звезды которых не красные), и притяжение Земли слабее притяжения Криптона. Это подтверждают несколько серий сериала «Супергёрл» и во многих выпусках комиксов о Супермене.

## Обзор
Криптон обычно изображают в комиксах взорванным в результате цепной ядерной реакции, вызванного нестабильностью радиоактивного ядра планеты (создавшего криптонит, который ослабляет и в некоторых случаях смертелен для Супермена). Как первоначально было изображено в комиксе, все цивилизации и расы Криптона погибли в результате взрыва, за исключением одного выжившего — ребёнка Кал-Эла, который был помещен в космический корабль его отцом, Джор-Элом, и послан на планету Земля, где он вырос и решил использовать свои способности на благо человечества.
В некоторых версиях комиксов про Супермена среди выживших оказались также Крипто (Супердог), Супергерл, её родители, Беппо Супер-Обезьяна, заключённые Фантомной Зоны.
Уровень технического прогресса криптонской цивилизации выше земной цивилизации от нескольких веков до сотни тысяч лет.

## Разные версии Криптона

### Криптон Золотого и Серебряного века
К концу 1950-х годов Криптон играет всё более важную роль в различных историях про Супермена, в которых более подробно описывается внешний вид Криптона. В событии New 52 тоже показывается.

#### История
Криптонианцы стали использовать передовую науку, чтобы создать мир, где научные открытия и исследования составляли большую часть их повседневной жизни. Роботы и компьютеры использовались для решения многих задач на Криптоне. Научные и технологические исследования высоко ценились. Животные с Криптона аналогичные земной, но и имеет другие, более близкой к гибриду (драконы и даже звери похожи на змею и угрей) и другие особые. 
В событии New 52 история Криптона такая: Криптон снова стал научной и культурной утопией (похожий на версию Золотого и Серебряного века), а сами криптонианцы очень умны, даже с младенчества; Один писатель описывает Криптон как «планету мечты», и научной утопией. Он даже подметил, что средняя продолжительность жизни криптонцев составляет около 500 лет. Коди Уокер уточняет это, говоря: «Кал-Эл - следующий шаг в эволюции физически, но он происходит с планеты, которая также является следующей стадией эволюции. Если его сила делает его Человеком из стали, то идеологии, которыми он управляет своей планетой, сделали Супермена - Человеком завтрашнего дня». Он определяет, что Криптон вращался вокруг красного карлика LHS 2520 в созвездии Корвус в 27,1 световых годах от Земли (это означает, что они найдут местоположение планеты, даже отчасти). Тайсон помог DC Comics выбрать реальную звезду, которая могла бы стать подходящей звездой для Криптона. Он выбрал Корвуса, что на латыни означает «ворона», потому что школьный талисман Супермена - ворона.

#### Спутники
Криптон первоначально имел два спутника. Один из них, Wegthor, был случайно уничтожен криптонским учёным Джакс-Уром. Он экспериментировал с ядерной ракетой, которая случайно отклонилась от назначения и уничтожила спутник. В результате катастрофы погибли 500 жителей криптонской луны, и Джакс-Ур стал первым и единственным заключённым, изгнанным навечно в Фантомную зону. Эта катастрофа также побудила Совет по науке Криптона полностью запретить космические полёты, что является ещё одним объяснением того, почему криптонская цивилизация погибла вместе с планетой.

#### Выжившие
В Серебряном веке Супермен не был единственным выжившим после уничтожения Криптона. Среди выживших — его кузина Супергёрл, заключённые Фантомной зоны, Биппо супер-обезьяна, Крипто Супер-пёс, малолетний преступник по имени Дэв-Эм, всё население города Кандора, родители Супергёрл и даже настоящие родители Супермена (которые были в спячке на космическом корабле, хотя в New 52 Джор-Эл попал на Землю благодаря помощи Доктора Манхэттена и взял себе земное имя и произвище).
После выпуска мини-сериала 1985 года Кризис на бесконечных Землях (англ. Crisis on Infinite Earths) эта версия Криптона была заменена другой.

### Современный Криптон

#### Человек из Стали
После кризиса на бесконечных Землях и перезагрузки историй Вселенной DC Comics было устранено существование версий Криптона Золотого и Серебряного века, писателю и художнику Джону Бирну была поставлена задача переписать историю происхождения Супермена. Это переписывание было начато в мини-сериале 1986 года «Человек из стали», в котором рассматривается версия истории Криптона.

#### История Криптона
Новый Криптон был приблизительно в полтора раза больше Земли и вращался вокруг красной звезды Рао, которая расположена в пятидесяти световых годах от нашей Солнечной системы. В начальную эпоху Криптон произвёл некоторые из самых опасных организмов во Вселенной. Именно по этой причине Криптон был выбран в качестве места для создания Думсдэя посредством принудительной эволюции. Криптонцам пришлось использовать свои передовые технологии, чтобы выжить. 100.000 лет назад криптонцы уже разработали научные достижения, неизвестные современной Земле, и в течение нескольких тысячелетий победили болезнь, научились задерживать процесс старения и усовершенствовали клонирование. Все криптонцы были практически бессмертными.
100 000 лет спустя криптонское общество склонялось к упадку, и в конечном итоге политические дебаты стали результатом споров о том, являются ли клоны живыми существами и должны ли они иметь права (вызванные присутствием пришельца-миссионера, известного как клерик, который нес мантию «Уничтожителя»). В конечном итоге это разногласие привело к открытому насильственному конфликту. У женщины по имени Нира, которая искала подходящего помощника для своего сына Кан-З, был удален один из её младших клонов из стазиса. Клон обрел полную сознательность и был представлен обществу как нормальная женщина. Когда Кан-З обнаружил, что его невеста на самом деле является клоном его матери, он убил клона, затем публично убил свою мать, а также попытался совершить самоубийство, прежде чем его остановили. Этот ключевой инцидент вызвал Войны клонов, которые длились 1000 лет, в течение которых криптонская наука была превращена в войну, и было разработано и использовано несколько супероружий. Среди них было устройство, известное как Разрушитель.
Хотя эффекты Уничтожителя(изменяющие ДНК всех криптонианских жизненных форм так, что они мгновенно умирают при покидании планеты) были ощутимы сразу, эффекты Уничтожителя, возможно, были более значительными: к тому времени, когда правительство Криптониана признало поражение и отменило банки клонов, Фракция правозащитных террористов, известная как «Черный ноль», создала «Разрушитель», устройство, которое функционировало как гигантская ядерная пушка, проецирующая огромные потоки ядерной энергии в ядро Криптона, предназначенное для почти мгновенного запуска взрывной цепной реакции в ядре Криптона.
Использование Разрушителя уничтожило посткризисный город Кандор, но в то время считалось, что устройство было остановлено, прежде чем оно могло достичь планетарного уничтожения (Ван-Л, предок Джор-Эла). Спустя столетия сам Джор-Эл обнаружил, что реакция замедлилась до почти незаметного уровня и в конечном итоге уничтожит планету, как и предполагалось.

#### Смерть Криптона
Хотя он пережил войну, Криптон был глубоко изранен этим. Прежний пышный садовый мир был сожжен и уничтожен пустыней, и возникло бесплодное общество — эмоционально не похожее на оригинал. Население жило изолированно друг от друга в широко разделенных технологических цитаделях, избегая всех личных и физических контактов, до такой степени, что даже семьи могли взаимодействовать друг с другом только через устройства связи. Рождение стало вопросом выбора совместимого генетического материала для помещения в искусственную матку, называемую «матерью рождения», родители редко встречаются лично и никогда не касаются друг друга. Планетарное правительство стало глубоко изоляционистским и запретило освоение космоса и связь с другими мирами.
Молодой ученый Джор-Эл родился в этом мире. В свои взрослые годы таинственная «Зелёная чума» убивала криптониан тысячами, и, исследуя этот вопрос, Джор-Эл обнаружил, что его причиной является растущее излучение, создаваемое все более нестабильным ядром криптона. Этот процесс заставил планету взорваться.
Будучи неспособным убедить своих партнеров отказаться от традиции и подумать о побеге, и рассуждая о том, что современное криптонское общество стало холодным, бесчувственным и бесплодным, Джор-Эл удалил плането-связывающие гены Эрадикатора из генетического паттерна его нерождённого сына Кал-Эла, взял рождение Кал-Эля матрица и прикрепил прототип межзвездной двигательной установки к судну. Как только планета начала расшатываться, он запустил матрицу к Земле, где она откроется и родит младенца при приземлении (поэтому посткризисный Супермен считался технически «рожденным» на Земле). Джор-Эл был не только убежден, что его сын переживет смерть своего мира рождения, но что он вырастет в мире, который активно охватывал жизнь.

## Вне комиксов

### Телевидение

#### Самостоятельный сериал
В октябре 2014 года Дэвид Гойер сообщил, что канал SyFy намеревается снять сериал «Криптон», в котором будет раскрыта история семьи Элов и часть истории планеты. В декабре стало известно, что Криптон будет беззаконным и диким местом, а сюжет будет вращаться вокруг отца Джор Эла, деда Супермена. Продюсерами сериала станут Дэвид С. Гойер и Йэн Голдберг.

#### Лоис и Кларк: Новые приключения Супермена
Версия Криптона, изображенная в этом сериале, была похожа на версию 1978 года в «Супермене». В конце третьего сезона выяснилось, что значительная колония пережила разрушение планеты. Из того, что было показано в колонии (называемой Новым Криптоном), общество, несмотря на передовые технологии, имело многочисленные архаичные элементы, такие как наследственное правление, устраивало брак для дворян, часто ещё при рождении, и испытание военным путем.быть законным для дворянства (хотя редко практикуется). В отличие от многих воплощений, Новый Криптон был не так изолирован от других рас; у него были космические корабли, в том числе большое судно, служившее его дворцом, и главный антагонист сюжетной арки (Нор), имеющий дело с колонией, смог нанять убийцу из другой расы, чтобы попытаться убить Кал-Эла.

#### Тайны Смолвиля
Большая часть сюжетной линии сериала вращается вокруг наследия Криптона, оказавшегося на Земле. Хотя некоторые артефакты Криптона появлялись, например: «Камни силы» в 4-м сезоне (используется для хранения всей информации в известных 28 галактиках и превращения в Кристалл Знания для создания Крепости Одиночества), «Сфера» в 8-м сезоне (содержит ДНК любого павшего, убитого или скончавшегося криптонца), «Книгу Рао» (использовалась для перевозки криптонцев на «небеса» подобно аналогично земной отправки на небо хотя отправки в ад ни разу не появлялись) в течение 9-го сезона. Во 2-м сезоне, когда элементы Криптона были обнаружены, все больше и больше криптонских глифов появляются на Земле через пещеры Каватче, поскольку пророчества, обнаруженные различными персонажами после посадки молодым Джор-Элом, посещающим Смолвиль. Хоть и считалась мирной и развитой планетой, пока не разразилась гражданская война, приведшая к её разрушению в 1986 году генералом Зодом и отступником Зор-Элом после того, как они воспользовались Брэйниаком, чтобы зажечь Нестабильное ядро Криптона.

#### Супергёрл
Криптон часто появляется в начальной заставке сериала, однако в 13-й серии 1-го сезона Кара впадает в кому и видит сон, в котором она, якобы, не покидала Криптон. Подключившись к мозгу Кары, Алекс входит в её сон, косвенно став первым человеком, «побывавшем на Криптоне». Во втором сезоне сама Кара рассказывает, что на Криптоне действовал демократический режим власти, из-за чего криптонцы часто конфликтовали со своими собратьями-колонистами с планеты Даксам, где действовала абсолютная монархия. После взрыва Криптона Даксам остался на своей орбите, хотя 90 % его поверхности выжжено метеоритными дождями (обломками Криптона), и сама планета тоже не пригодна для жизни. А также было известно что Арго-сити, каким то образом могло уцелеть после взрыва Криптона. В некоторых сериях было показано что если бы не Зор-Эл, то Арго-Сити бы долго не продержалось из-за ужасных условиях после смерти Криптона, так как они бы зачахли, слабели и умирали. А в пятом сезоне сериала, в серии кроссовере «Кризис на Бесконечных Землях: Часть первая» показывает что Арго-Сити и в правду долго не продержалось. Волна антиматерии уничтожило город Арго-Сити ещё после того когда младенца эвакуировало с обреченного города, но вернулось к жизни после победы над Кризисом. Только не ясно, где сейчас находится Арго-Сити после воскрешения.

#### Супермен и Лоис
Криптон является ключевой эмблемой 1 сезона, так как он был упомянут не один раз.

### Фильмы
Экранизация 1978 года
В экранизации 1978 года, Криптон изображен планетой, полностью покрытой белыми кристаллами, внутри которых расположены подземные комплексы и специальные купола, где и проживает коренное население. Криптонцы носят светящуюся белую одежду с чёрной геральдикой, хотя во время суда над Зодом носится черные одежды с белой светящейся геральдикой.
Возвращение Супермена
В начале фильма ученые обнаруживают останки Криптона, и Супермен покидает Землю в течение пяти лет, чтобы найти его. Его корабль покидает мертвую планету. Планета разрушается, когда красный сверхгигант Рао становится сверхновой.
Возвращение Супермена расширяет кристаллическую технологию Криптона от Супермена, которая позволила молодому Кларку Кенту «вырастить» Крепость Одиночества, Криптонианские кристаллы способны выращивать огромные массы суши и объединять свойства окружающей среды; осколок, взятый из одного из кристаллов, использовавшихся для проверки теории, приводит к тому, что подвал Лекса Лютора заполняется огромной кристаллической структурой. Выращивание земли таким способом вызывает повсеместный сбой питания. Лекс Лютор позже комбинирует один из кристаллов с криптонитом и выстреливает его в океан, создавая новую массу суши, которую он называет «Новый Криптон». Супермен использует свое тепловое зрение, чтобы проникнуть под кору острова и выбросить его в космос, включая другие кристаллы, которые Лютор хотел использовать для организации мошенничества с недвижимостью, несмотря на предупреждение о том, что многие люди погибнут от сильных цунами и землетрясений что кристаллы будут создавать, и поставит на карту существование любой страны.
В романизации Марва Вулфмана говорится, что кто-то из предков Супермена давно помог цивилизовать Криптон.

### Расширенная вселенная DC
В фильме «Человек из стали», Криптон изображен менее «футуристично» и более близким к современным реалиям, так например, планета представляет собой суровый мир, полный высоких гор и равнин, население носит облегающие комбинезоны (мужчины) чёрного цвета с геральдикой своего Дома и длинные платья (женщины и высшие чиновники). Планета находится на солнечном системе 13 миллиарной звезды Рао далеко от Земли на несколько световых лет и атмосфера Криптона непригодна для дыхания человека. Согласно сюжету фильма, Криптон был высокоразвитой цивилизацией(по одному из шкал Кардашёва), способной колонизировать и приспосабливать к себе другие планеты, это время называлось «Эпохой экспансий», граничив с исследованием галактики Млечного Пути, кроме остальных галактик. Но со временем, колонии криптонцев зачахли(из-за того что криптонцы забросили колонии, погибли от долгого отсутствия применения) и они начали добывать ресурсы из ядра своей собственной планеты. Они развили до совершенства нанотехнологии, криогенику и т. д. Относительно «гуманное» общество существует по принципу кастовой системы и искусственного контроля за популяцией населения, то есть криптонец выращивается в специальном чане с заложенной изначально целью в жизни: рабочего, солдата, ученого и т. д. Это привело к тому, что общество Криптона завязло в социальном застое, приведшего к неверию в то, что планета может быть уничтожена, а такие как генерал Зод видели угрозу во всем, что шло вразрез с устоявшимся порядком, что говорит о нацистской направленности. Джор-Эл, предвидев гибель планеты, пошел на достаточно рискованный шаг: его сын Кал-Эл стал первым за тысячу лет ребёнком, родившимся естественным путём, и Джор-Эл внедрил в его ДНК Криптонианский Кодекс Роста. А в фильме «Бэтмен против Супермена: На заре справедливости» на Криптоне в случае если какая-либо цивилизация погибнет, сохранила данные сотни различных рас. А также известно что Совет Криптона отменил идею о повторном эксперименте создании гуманоидного монстра из ДНК любых криптонцев. Но к сожалению, название этого монстра так и не назвали, и это означает что первоначальный монстр который раньше Совет Криптона делали такой эксперимент, все ещё функционирует и находится где то далеко отсюда от Земли.

### Видеоигры
Криптон фигурирует в прологе игры Injustice 2, где он был уничтожен бета-бомбами Брейниака после его вторжения и похищения Кандора и Арго-Сити.

## Интересные факты
- DC Comics попросили Нила Деграсса Тайсона найти планету, отвечающую характеристикам Криптона. Вокруг красного карлика LHS 2520 вращается планета, похожая на родину Супермена. Action Comics #14 поступил в продажу 7 ноября 2012 года. Нил Тайсон появился в комиксе в роли самого себя, пытающегося помочь Кларку найти Криптон[10][11].
- В серии комиксов «Супермен: Красный Сын» Криптоном является Земля будущего.
- В прошлом, планету Фаэтон решил назвать Криптоном один британский астроном, но вариант названия Фаэтоном подходил больше.